# I Wanna Have Your Babies
"I Wanna Have Your Babies" é uma canção da cantora britânica Natasha Bedingfield, gravada para o seu segundo álbum de estúdio N.B. Foi escrita e produzida pela própria, com auxílio de Steve Kipner, Andrew Frampton e Wayne Wilkins em toda a concepção da faixa. O seu lançamento ocorreu a 19 de Março de 2007 como primeiro single do projecto.

## Desempenho nas tabelas musicais

### Posições
| Tabela musical (2007)               | Melhor posição |
| ----------------------------------- | -------------- |
| Alemanha - Media Control AG         | 39             |
| Austrália - ARIA Singles Chart      | 50             |
| Áustria - Ö3 Austria Top 75         | 50             |
| Irlanda - IRMA                      | 8              |
| Países Baixos - Mega Single Top 100 | 23             |
| Reino Unido - UK Singles Chart      | 7              |
| Suécia - Sverigetopplistan          | 48             |
| Suíça - Schweizer Hitparade         | 100            |